# Уилсон, Ким
Ким Уилсон (англ. Kim Wilson; 6 февраля 1951 года , Детройт, Мичиган, США) — американский блюзовый певец, харпер,  автор песен, продюсер. Наиболее известен как единственный бессменный участник группы The Fabulous Thunderbirds. Семикратный номинант Грэмми, вместе с группой в 1987 году (дважды) и как сольный исполнитель в 2002, 2004, 2022 и дважды в 2024 годах  Помимо наград в составе группы, лауреат Blues Music Awards в номинациях «Блюзовый харпер» (2008, 2016, 2017, 2021), «Альбом традиционного блюза» (2015), «Песня года» (2004), «Исполнитель современного блюза» (2006), 38-кратный номинант Blues Music Awards в категориях «Артист года/Премия Би Би Кинга» (2004, 2005, 2014), «Исполнитель традиционного блюза» (2018, 2021), «Альбом традиционного блюза» (2014, 2018), «Исполнитель современного блюза» (2002, 2004, 2005, 2007, 2008, 2014), «Альбом современного блюза» (2002, 2004), «Блюзовый инструменталист — иной»/«Блюзовый харпер» (1995—1997, 1999, 2002—2007, 2010—2015, 2018—2022, 2024), «Альбом года» (2002, 2004) .

## Биография
Ким Уилсон родился в Детройте в 1951 году, в 1960 году переехал в Лос-Анджелес, позже Голета, Калифорния, где и вырос. С третьего класса Ким Уилсон изучал тромбон, будучи учеником старшей школы — гитару, но бросил оба инструмента, открыв для себя блюз в выпускном классе. Он начал играть блюз под впечатлением от таких музыкантов, как Мадди Уотерс, Джимми Роджерс, Эдди Тейлор, Альберт Коллинз, Джордж «Гармоника» Смит, Лютер Тейкер и Пи Ви Крейтон, а как харпер вырабатывал стиль под влиянием таких исполнителей как Литтл Уолтер, Джеймс Коттон, Биг Уолтер Хортон, Слим Харпо и Лейзи Лестер. В 1970 году бросил колледж и переехал в Сан-Франциско. Выступал там под псевдонимом Голета Слим, в частности делил сцену с такими музыкантами, как Чарли Масселуайт, Джон Ли Хукер, Хаулин Вулф и Джимми Рид . Сам музыкант говорит о том, что наибольшее влияние на него оказал гитарист Мадди Уотерс, несмотря на то, что стиль Уилсона чаще сравнивают с творчеством Литтл Уолтера . 
В начале 1970-х переехал в Миннеаполис, где стал лидером группы  Aces, Straights and Shuffles, менеджером, продюсером и автором песен которой был Вилли Диксон. В 1974 году он выступал вместе со Стиви Рэй Воном в Остине, где его увидел брат Стиви Джимми Вон, который предложил ему сформировать группу The Fabulous Thunderbirds. 
Участие в группе привело к растущей популярности музыканта, и когда в 1990 году группа взяла паузу в связи с уходом Джимми Вона, Уилсон присоединился к Dave Edmunds' Rock & Roll Revue, с которыми выпустил пластинку
В 1993 году Ким Уилсон стал работать сольно и выпустил свой дебютный альбом. В 1995 году музыкант получил свою первую из 21 номинации на звание лучшего харпера по версии Blues Music Awards (и четырежды признавался лучшим харпером). В 2002 году с альбомом 2001 года Smokin' Joint получил свою первую номинацию на Грэмми (а также несколько номинаций на Blues Music Awards).
Мастерство Уилсона в игре на губной гармошке сделало его очень востребованным приглашенным музыкантом: помимо многих блюзовых музыкантов, он записывался с Карлосом Сантаной, Марком Нопфлером и Эриком Клэптоном
Уилсон продолжает давать до 300 концертов в год на фестивалях блюзовой музыки и в клубах по всему миру и как лидер группы Fabulous Thunderbirds, и с группой Blues Allstars Кима Уилсона. Последним альбомом в дискографии Уилсона является на настоящий момент Struck Down группы Fabulous Thunderbirds, записанный с участием таких музыкантов, как Бонни Райт, Билли Гиббонс, Мик Флитвуд, Тадж Махал, Элвин Бишоп, Кеб Мо . Излюбленные инструменты музыканта это диатоническая гармоника Hohner Marine Band 1896 и хроматическая Hohner Chromonica 64 
Кроме того, что Уилсон сам является плодотворным музыкантом, он много записывает и исполняет кавер-версий песен других блюзменов, и среди них много менее известных чем звёзды блюза, таким образом Уилсона иногда называют «архивариусом блюза».
Мадди Уотерс однажды назвал Кима Уилсона «величайшим исполнителем на губной гармошке со времен Литтл Уолтера» . Его мощный стиль игры на блюзовой губной гармошке описывают как «насыщенный текстурами полноценной духовой секции» .

## Избранная дискография

### Соло
- 1993: Tigerman (Antone's Record Label)
- 1994: That's Life (Antone's)
- 1997: My Blues (Blue Collar)
- 2001: Smokin' Joint (M.C. Records)
- 2003: Looking for Trouble (M.C. Records)
- 2006: My Blues Sessions: Kim's Mix, Volume I (Bluebeat)
- 2017: Blues and Boogie, Vol. 1 (Severn)
- 2020: Take Me Back - The Bigtone Sessions (M.C. Records)

### Как гость (избранное)
- Ронни Эрл, Smokin'  (1983)
- Roomful of Blues, Dressed Up To Get Messed Up (1984)
- Ронни Эрл, They Call Me Mr. Earl (1984)
- Ron Levy's Wild Kingdon, Ron Levy's Wild Kingdom (1988)
- сборник People Get Ready – A Tribute to Curtis Mayfield (1993)
- Снуфф Джонсон, Will The Circle Be Unbroken (Black Magic Records, 1994)
- Бонни Рэйтт, Road Tested (1995)
- Кид Рамос, Kid Ramos (1999)
- Джеймс Коттон, 35th Anniversary Jam of the James Cotton Blues Band (Telarc, 2001)
- Биг Джек Джонсон, The Memphis Barbecue Sessions (2002)
- JW-Jones, Bogart's Bounce (2002)
- JW-Jones, My Kind of Evil (2004)
- Wentus Blues Band,  Family Album  (Bluelight Records, 2004)
- Чак Баррелхауз, Got My Eyes on You (2007)
- Омар Кент Дайкс & Джимми Вон, Jimmy Reed Highway (2007)
- Луизиана Ред, Back to the Black Bayou (Ruf Records, 2008)
- Элвин Бишоп, The Blues Rolls On (2008)
- Эрик Клэптон, Clapton (Reprise Records, 2010)
- Марк Нопфлер, Privateering (2012)
- Смокин Джо Кубек & Бунойз Кинг, Road Dog's Life (Delta Groove Productions, 2013)
- Чак Баррелхауз, Driftin' From Town To Town (2013)
- The Robert Cray Band, 4 Nights of 40 Years (2015)
- Бадди Гай, Born To Play Guitar (2015)
- Торнетта Дэвис, Honest Woman (2016)
- Питер Карп, Blue Flame (2018)
- Эш Грюнвальд, Mojo (2019)
- Питер Фрэмптон, All Blues (2019)[9]